# 新晃トン族自治県
新晃トン族自治県（しんこう-トンぞく-じちけん）は中華人民共和国湖南省懐化市に位置する自治県。近年、前漢の夜郎国が存在した地であると主張している。

## 歴史
県域に行政区が設置されたのは唐代の武徳年間に設置された羈縻州の晃州であり、清末まで沿襲された。中華民国が成立すると1913年（民国3年）、晃県が設置された。1956年12月5日に新晃トン族自治県に改称され現在に至る。

## 行政区画
- 鎮：晃州鎮、波洲鎮、魚市鎮、涼傘鎮、扶羅鎮、中寨鎮、林沖鎮、貢渓鎮、禾灘鎮
- 民族郷：歩頭降ミャオ族郷、米貝ミャオ族郷